# Grandes Heures de Rohan
Grandes Heures de Rohan – iluminowany kodeks powstały w latach 1431-1433, ozdobiony przez anonimowego artystę zwanego Mistrzem godzinek Rohan i reprezentujący styl gotyku międzynarodowego.
Kodeks powstał prawdopodobnie dla pary książąt andegaweńskich na zlecenie Jolanty Aragońskiej, księżnej Andegawenii, która zamówiła go w 1431 roku z okazji planowanych zaślubin Karola Andegaweńskiego z córką Alaina IX de Rohan. Zawiera modlitwy i litanie w języku łacińskim ozdobione przedstawieniami wykonanymi temperą i złotymi płatkami. Są to: jedenaście całostronicowych i pięćdziesiąt cztery pół-stronicowe iluminacje oraz z 227 miniaturowych postaci. Marginesy stron ozdobione są wizerunkami starotestamentowych postaci opatrzonymi napisami w języku starofrancuskim, wykonanymi w stylu Bible moralisée.

## Opis stron kodeksu

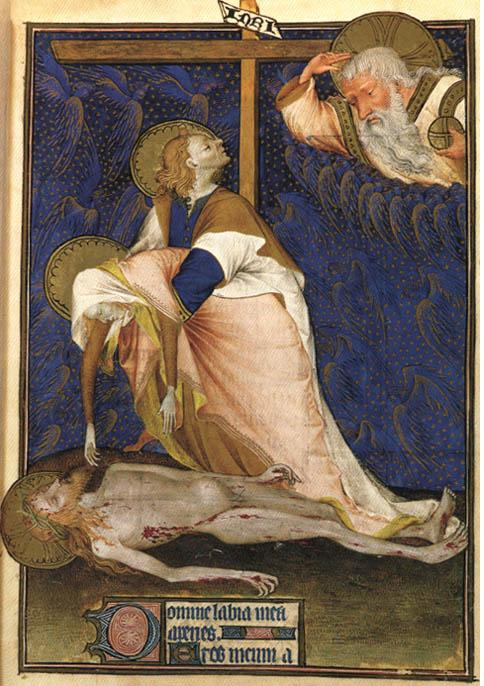
Opłakiwanie z Godzinek Rohan, XV wiek

Całostronicowe miniatury nawiązują stylistycznie do Belles Heures du Duc de Berry, kodeksu iluminowanego przez Braci Limbourg, choć Mistrz godzinek Rohan, jak uważa Antoni Ziemba, rozwinął w nich własny styl: niezwykle ekspresyjny, dynamiczny, świadomą dystorsją perspektywy, ostrymi kontrastami, drastyczną fizjonomią postaci, gwałtownymi gestami i dynamicznymi układami ciał. Bardzo dobrze widoczne jest to w dwóch miniaturach: Bóg Ojciec z duszą ludzką i Opłakiwanie Chrystusa.
- Bóg Ojciec z duszą ludzką jest iluminacją przedstawiającą zmarłego przed sądem Boskim. Zmarły leży na ziemi wśród rozrzuconych kości i czaszek, a z naprzeciw niego z nieba wychyla się Bóg z mieczem w ręce. Między nimi rozgrywa się scena walki o duszę zmarłego. Wyobrażona jest ona jako mała, naga postać, niesiona przez diabła. Nadlatuje jednak archanioł Michał, zamierzający odebrać ją szatanowi. Długie banderole (tzw. filakterie) zawierają inskrypcję łacińską ze słowami, które wypowiadają zmarły i Bóg (Oddaję ducha mego w ręce Twoje, Panie. Tyś mnie odkupił[1]).

- Opłakiwanie Chrystusa przedstawia scenę opłakiwania. Pod pustym krzyżem leży ciało Chrystusa, a nad nim stoi święty Jan, podtrzymujący omdlałą Maryję. Na niebie widać Boga, ku któremu odwraca głowę święty Jan.

Mniejsze miniatury zostały stworzone przez pomocników mistrza, ale pod jego okiem.

## Proweniencja
Po śmierci Jolanty Aragońskiej kodeks odziedziczył jej syn, René I Andegaweński. W połowie XV wieku trafił do kolekcji księżnej Izabeli Szkockiej, której herb widoczny jest w lewym rogu folio 135r. Następnie, być może za sprawą jej najmłodszej córki Marii, która wyszła za mąż za Jana II, wicehrabiego Rohanu, kodeks znalazł się w kolekcji rodziny Rohan. W XVII wieku był własnością jezuitów. W 1784 roku książę La Vallière sprzedał manuskrypt do Biblioteki Królewskiej. Obecnie Godzinki Rohan znajdują się w Bibliotece Narodowej w Paryżu.